# Minjera
A Minjera egy felhagyott bánya Horvátországban, az Isztrián, a Mirna völgyében.

## Leírása
A Minjera Buzettől 5 km-re délnyugatra, az isztriai Sovinjak falu alatt található. 
A cenomani végén (kb. 94 millió évvel ezelőtt) a mai Isztria északi része (Savudrijától Buzetig, valamint Ćićarija északi része) tektonikus mozgásokkal emelkedett ki, és a pirites bauxit lerakódásával földcsuszamlásoknak volt kitéve (a Mirna-völgyben, Sovinjak közelében sok régi bánya volt, köztük Minjera). A középkorban a szász bányászok érclerakódásokat fedeztek fel a szurdokvölgy meredek lejtőin.
Itt már 1566-ban, három évszázaddal az első bauxitbánya (Villeveyracban 1873-ban, Les Baux, Provence, Franciaország) hivatalos megnyitása előtt bányásztak zöldpirites bauxitot. Az ércet tudományosan 1808-ban írták le először, 13 évvel a Les Baux-i érc előtt, amely után a bauxitot elnevezték. Összesen tizenhét aknát ástak, melyek többnyire a 18. és 19. században készültek. Az ásvány alapanyagként szolgált a timsó és a vitriol (kénsav) előállításához.
A Minjera név az olasz „miniera” (bánya) szóból származik. Az első írásos információ a bányáról 1780-ból származik, amikor kiadták az első bitumenbányászati engedélyt. A 18. század végén Pietro Turini vette meg a Minjera bányát és befektetett az újjáépítésébe. 1786-ban kezdődött meg a termelés, amely 1856-ig a bánya bezárásáig tartott.

## Fordítás
Ez a szócikk részben vagy egészben  a   Minjera című horvát Wikipédia-szócikk ezen változatának fordításán alapul.  Az eredeti cikk szerkesztőit annak laptörténete sorolja fel. Ez a jelzés csupán a megfogalmazás eredetét és a szerzői jogokat jelzi, nem szolgál a cikkben szereplő információk forrásmegjelöléseként.